# Moheda
Moheda è un'area urbana della Svezia situata nel comune di Alvesta, contea di Kronoberg.
La popolazione risultante dal censimento 2010 era di 1 824 abitanti .